# Kanton Saint-Jean-en-Royans
Kanton Saint-Jean-en-Royans (fr. Canton de Saint-Jean-en-Royans) je francouzský kanton v departementu Drôme v regionu Rhône-Alpes. Skládá se z 12 obcí.

## Obce kantonu
- Bouvante
- Échevis
- Léoncel
- La Motte-Fanjas
- Oriol-en-Royans
- Rochechinard
- Sainte-Eulalie-en-Royans
- Saint-Jean-en-Royans
- Saint-Laurent-en-Royans
- Saint-Martin-le-Colonel
- Saint-Nazaire-en-Royans
- Saint-Thomas-en-Royans